# Michel Dobkine
Michel Dobkine, né le 11 avril 1956 à Paris, est un cadre dirigeant de société, ancien magistrat français.

## Biographie
À l’issue de sa formation à l’École nationale de la magistrature en 1984, Michel Dobkine  est substitut du procureur de la République au tribunal de grande instance de Compiègne jusqu’en 1986.
Il rejoint ensuite l’administration centrale du ministère de la Justice où il reste jusqu’en 1992, date à laquelle il devient chef du bureau de la législation pénale, financière, économique et sociale à la direction des affaires criminelles et des grâces (DACG). Le garde des Sceaux, Pierre Méhaignerie, le charge entre mai et septembre 1994 d’une mission sur la lutte contre la corruption. 
Il rédige, en 1995, un rapport comportant des propositions pour améliorer la formation des magistrats en matière économique et financière. 
Il retourne à la direction des affaires criminelles et des grâces (DACG) en qualité de sous-directeur, poste qu’il occupe jusqu’en 2001. Michel Dobkine rejoint ensuite le ministère de l'Économie et des Finances en tant que sous-directeur délégué aux missions judiciaires de la douane. Désigné procureur général près la cour d’appel de Nîmes en novembre 2002, il reste à ce poste jusqu’à sa nomination à la tête de l’École nationale de la magistrature à Bordeaux en octobre 2005. 
Le 22 mai 2007, il est nommé directeur de cabinet du garde des Sceaux Rachida Dati, fonction dont il démissionne le 6 juillet 2007.
Il est actuellement[Quand ?] secrétaire général du groupe Havas Worldwide et chargé de cours en procédure pénale à l'université Paris-Nanterre.[réf. nécessaire]

## Distinctions
En 1996, Michel Dobkine est nommé chevalier dans l'ordre national du Mérite, puis chevalier de l'ordre le 19 mars 1997, et promu au grade d'officier le 16 mai 2008 au titre de « magistrat ».

## Publications
- Crimes et humanité: le procès de Nuremberg, Romillat, 2004
- « La formation du bon juge », communication devant l'Académie des sciences morales et politiques, séance du lundi 26 juin 2006